# Tibor Kincses
Tibor Kincses (ur. 12 lutego 1960 w Kecskemécie, zm. 9 czerwca 2025) – węgierski judoka. Brązowy medalista olimpijski z Moskwy 1980, w wadze ekstralekkiej.
Siódmy na mistrzostwach świata w 1981. Piąty na mistrzostwach Europy w 1981 roku.

## Letnie Igrzyska Olimpijskie 1980
| Konkurencja | Eliminacje                     | Eliminacje             | Eliminacje       | Finały                 | Finały                | Klas. końcowa |
| Konkurencja | Przeciwnik I                   | Przeciwnik II          | Przeciwnik III   | 1/2                    | o 3 miejsce           | Miejsce       |
| ----------- | ------------------------------ | ---------------------- | ---------------- | ---------------------- | --------------------- | ------------- |
| 60 kg       | Ali Heidar Ali Mohamed (KUW) Z | Luiz Shinohara (BRA) Z | Ko Hyong (PRK) Z | José Rodríguez (CUB) P | John Holliday (GBR) Z | 3.            |